# Белая Глина (Краснодарский край)
Бе́лая Гли́на (редк. Белая-глина) — село в Краснодарском крае. Административный центр Белоглинского района и Белоглинского сельского поселения.

## Географическое положение
Село расположено на северо-востоке Краснодарского края, на Азово-Кубанской равнине, в верховьях реки Рассыпная (левый приток реки Егорлык), на высоте 50 м над уровнем моря. Рельеф местности равнинный, практический плоский, и имеет слабый уклон к долине реки Рассыпная. Почвы — чернозёмы южные и обыкновенные мицеллярно-карбонатные, в пойме реки Егорлык — пойменные карбонатные. Почвообразующие породы — глины и суглинки.
По автомобильной дороге расстояние до краевого центра города Краснодара составляет 240 км, до ближайшего города — Тихорецк Краснодарского края 75 км. До города Сальск Ростовской области — 96 км. Железнодорожная станция Белоглинская на линии «Тихорецкая—Сальск».
Климат
Климат умеренный континентальный (согласно классификации климатов Кёппена-Гейгера — Dfa). Среднегодовая температура воздуха положительная и составляет + 10,7 °C, средняя температура самого холодного месяца января — 3,0 °C, самого жаркого месяца июля + 23,6 °C. Расчётная многолетняя норма осадков — 554 мм. Наименьшее количество осадков выпадает в феврале (33 мм), наибольшее в июне (62 мм)
Часовой пояс
Белая Глина находится в часовой зоне МСК (московское время). Смещение применяемого времени относительно UTC составляет +3:00.

## История
Основано в 1820 году (по другим данным — в 1825 году), как хутор крестьянина из Воронежской губернии по фамилии Рябошапка. Населённый пункт получил своё название по залежам белой глины.
Село — с 1830 года. Являлось центром Белоглинской волости Медвеженского уезда Ставропольской губернии.
В 1836 году в селе построена первая церковь. Большинство населения составляли православные. Также в селе проживали старообрядцы и беспоповцы.
Главным занятием жителей являлось хлебопашество и отчасти скотоводство. Были развиты гончарная, кожевенная и овчинодельная промышленность. В начале XX века за селом числилось всей общественной земли 45469 десятин, в том числе 750 десятин неудобной. В селе имели местопребывания земский начальник 3 участка, судебный следователь 3 участка, пристав 2 стана, нотариус, имелось 4 церкви, почтово-телеграфная контора. Село имело два одноклассных училища Министерства народного просвещения и два одноклассных церковно-приходских училища.
В 1862 году случился сильный пожар: выгорела половина села. В 1883 году село сильно пострадало от урагана. В 1892 году случилась эпидемия холеры, от которой умерло 90 человек.
В период гражданской войны село несколько раз переходило из рук в руки.
С 1924 года село — административный центр Белоглинского района Сальского округа (округ упразднён в 1930 году) Северо-Кавказского края (с 1934 года — Азово-Черноморского края, с 1937 год — Краснодарского края). С 1963 по 1966 год — в составе Новопокровского района.

## Население
| 1873    | 1883    | 1884    | 1909    | 1926    | 1939    | 1959    | 1970    | 1979    |
| ------- | ------- | ------- | ------- | ------- | ------- | ------- | ------- | ------- |
| 19 508  | ↘9203   | ↗9643   | ↗22 778 | ↘21 327 | ↘15 608 | ↗15 660 | ↗17 577 | ↗17 868 |
| 1989    | 2002    | 2010    | 2016    | 2017    | 2018    | 2019    | 2020    | 2021    |
| ↗17 881 | ↘17 767 | ↘17 320 | ↘16 813 | ↗16 901 | ↘16 870 | ↘16 838 | ↘16 798 | ↗17 470 |
| 2023    |         |         |         |         |         |         |         |         |
| ↘17 172 |         |         |         |         |         |         |         |         |

## Образование
Дошкольное образование
- Детский сад № 1, № 2, № 3, № 4, № 8, № 12

Общее образование
- Средняя общеобразовательная школа № 5, № 9, № 11, № 12

Среднее профессиональное образование
- Белоглинский аграрно-технический техникум

## Достопримечательности, культура
- Белоглинский историко-краеведческий музей
- Аквапарк «Оазис»
- Парк культуры и отдыха
- Дом культуры им. Звягина
- Районный дом культуры
- Кинотеатр «Ударник»
- Белоглинская межпоселенческая центральная районная библиотека
- Белоглинская поселенческая детская библиотека
- Спортивный комплекс
- Мемориальная стела

## Русская православная церковь
- Церковь Покрова Пресвятой Богородицы. Действующая
- Николаевская церковь. Утрачена. Построена в 1835 году, освящена в 1836 году. В 1849 году церковь перестроена. Здание деревянное на каменном фундаменте с такой же колокольней. 30 ноября 1862 г. в селе случился пожар и при ударении тревоги на колокольне был разбит старый церковный колокол. 26 июля 1883 г. над селом пронесся ураган, который повредил колокольню настолько, что пришлось её разобрать. Купол храма сгорел от громового удара 29 мая 1893 года. В 1894 г. колокольня и купол выстроены новые[34].
- Покровская церковь. Утрачена. Построена в 1894 году, освящена в 1896 году[34].
- Новониколаевская церковь. Утрачена. Построена в 1905 году, освящена 3 ноября 1906 года[34].
- Свято-Троицкая церковь. Утрачена. Построена в 1849 году как кладбищенская, освящена в январе 1850 года. Обращена в приходскую в 1854 году. Здание деревянное на каменном фундаменте с такой же колокольней. 27 июня 1887 году сгорела до основания со всем имуществом и документами. В 1887 году на месте сгоревшей построена новая церковь из двухвершковых сосновых досок на каменном фундаменте. Освящена 21 декабря 1887 года. В 1895 году построена новая двухпрестольная Троицкая церковь с колокольней[34].

## В искусстве
В романе «Тихий Дон», в слободу Белая Глина в январе 1920 года прибывают Григорий Мелехов с Прохором, где находит своих хуторян и своего мёртвого отца Пантелея Прокофьевича.

## Галерея

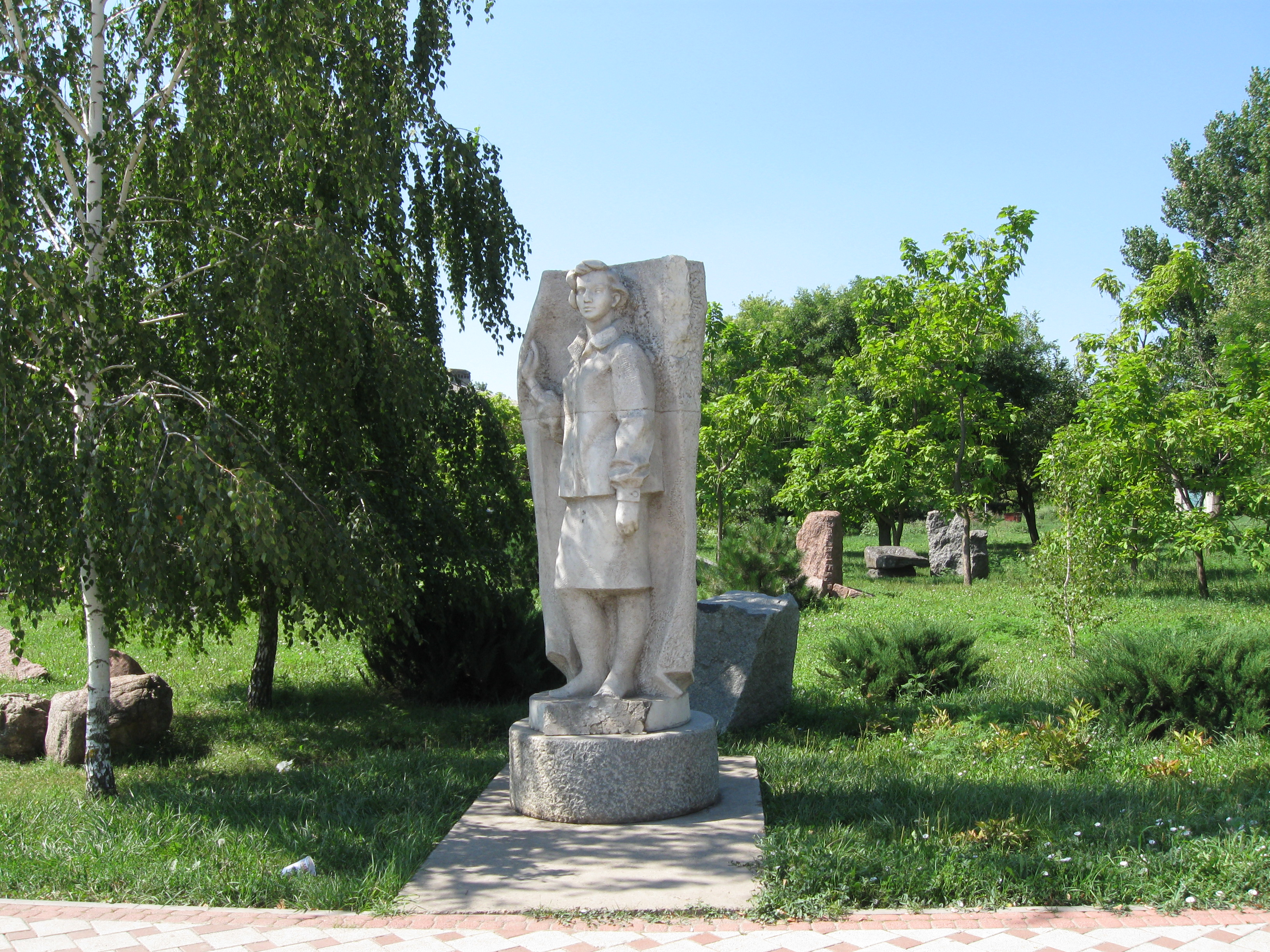
Парк культуры и отдыха
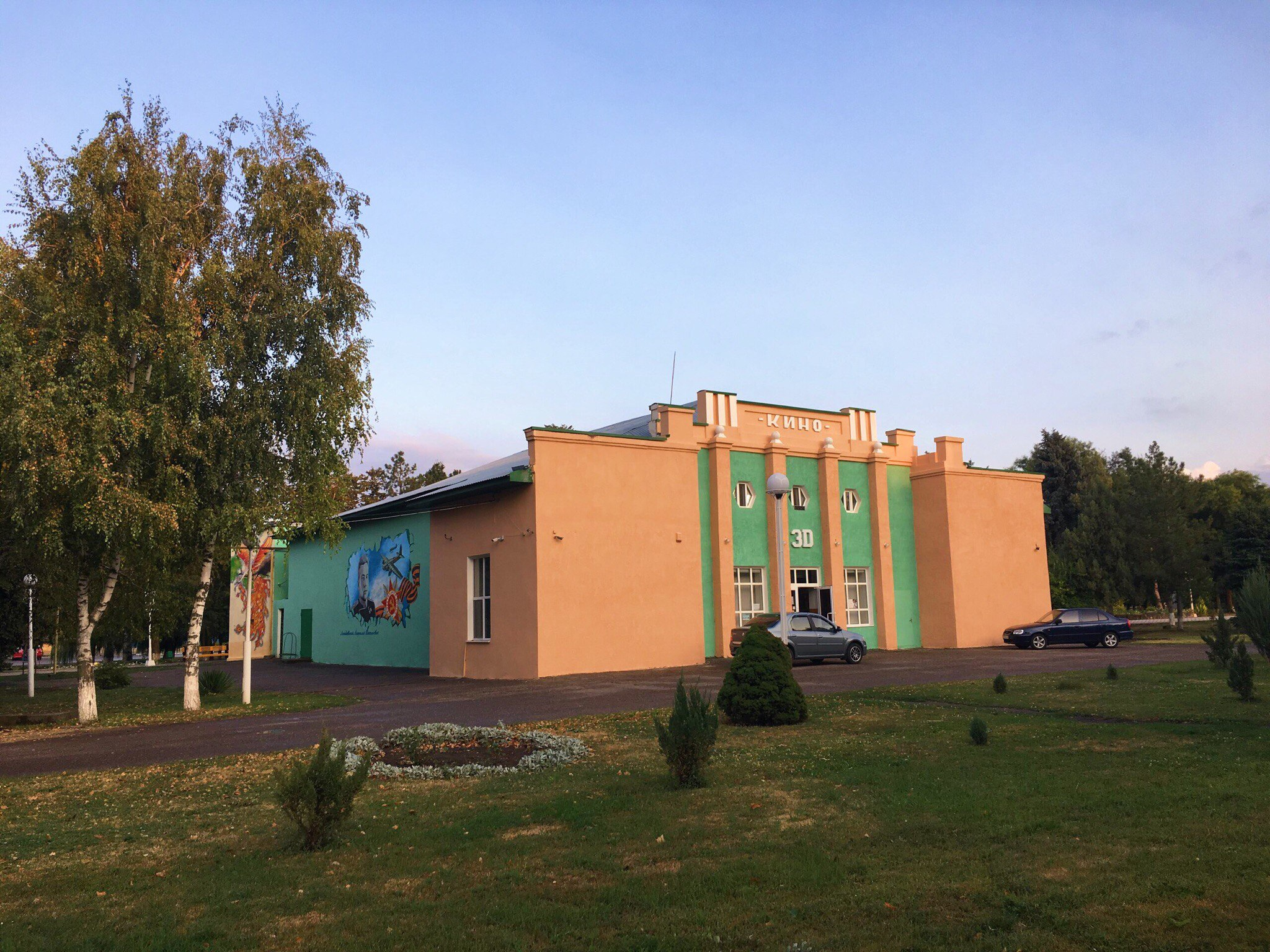
Кинотеатр «Ударник»
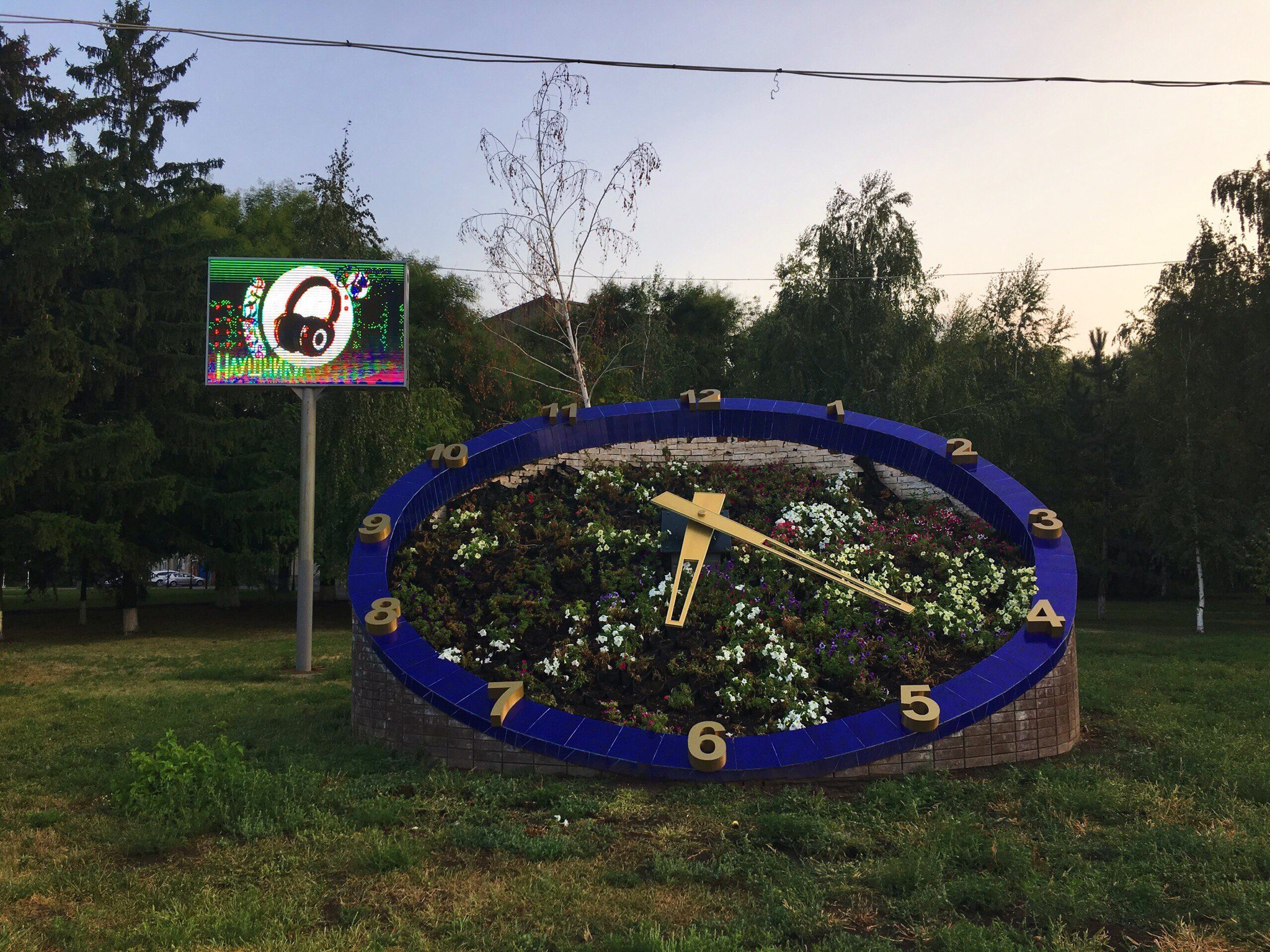
Цветочные часы
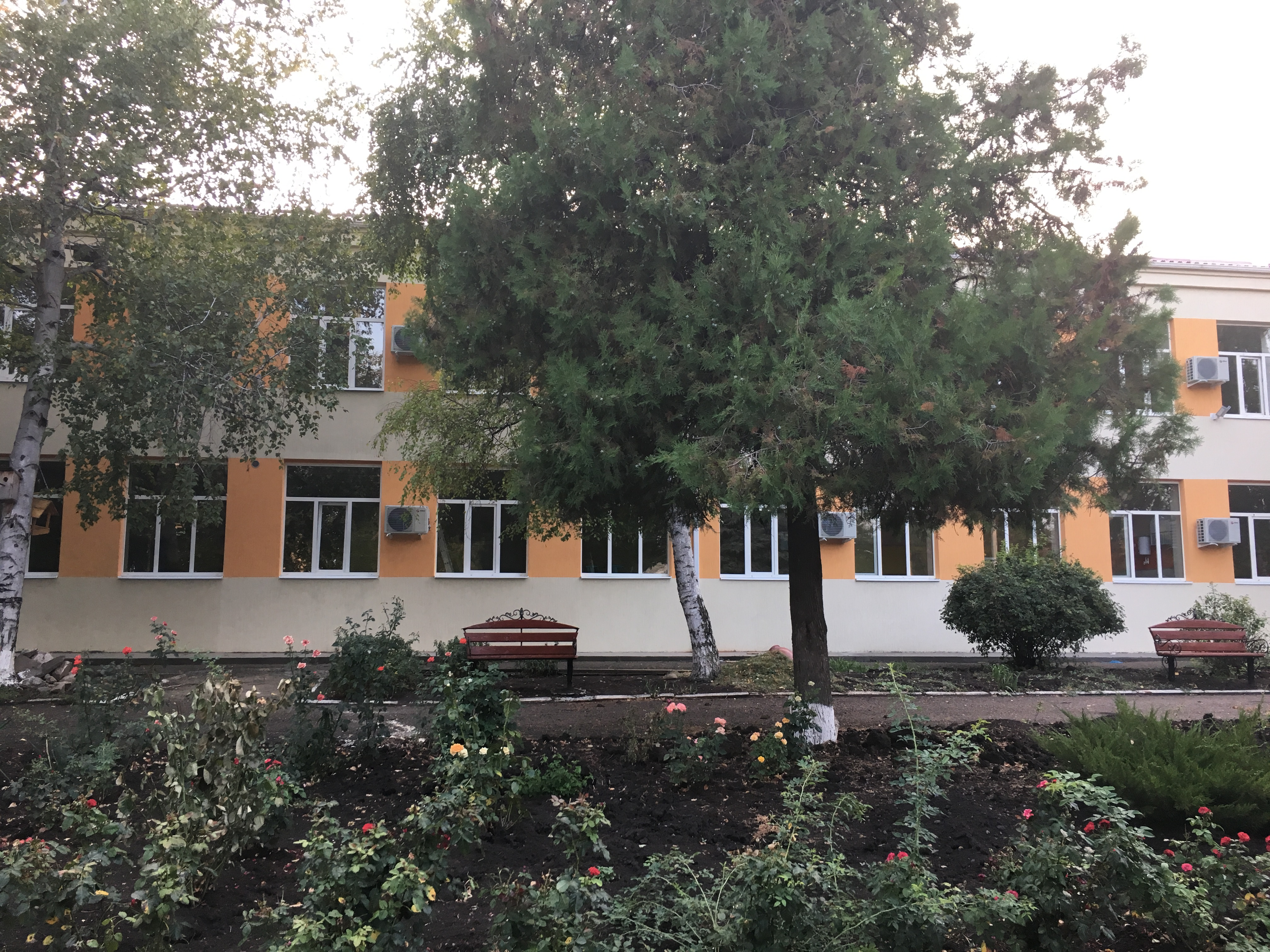
Средняя школа № 9
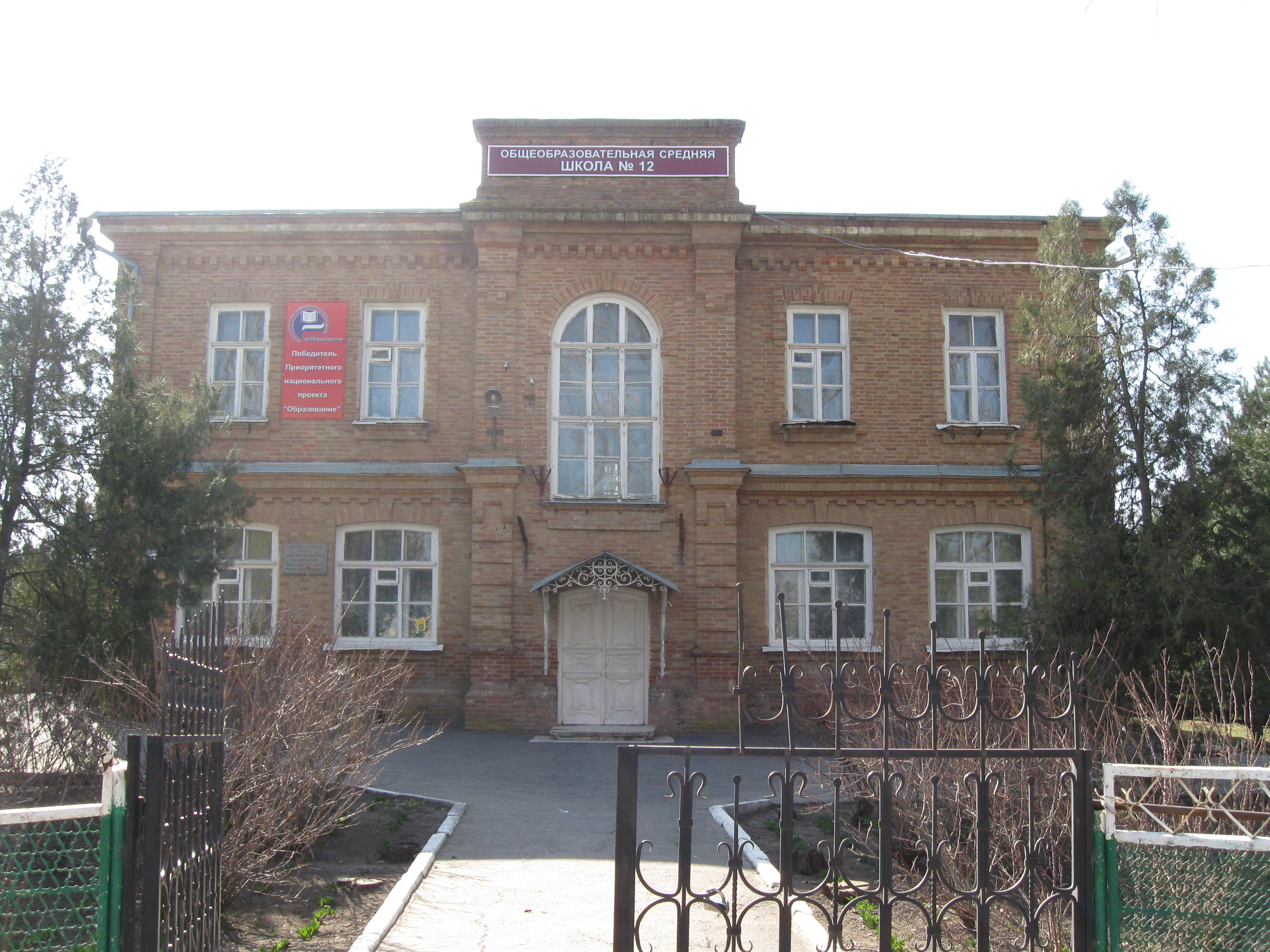
Средняя школа № 12
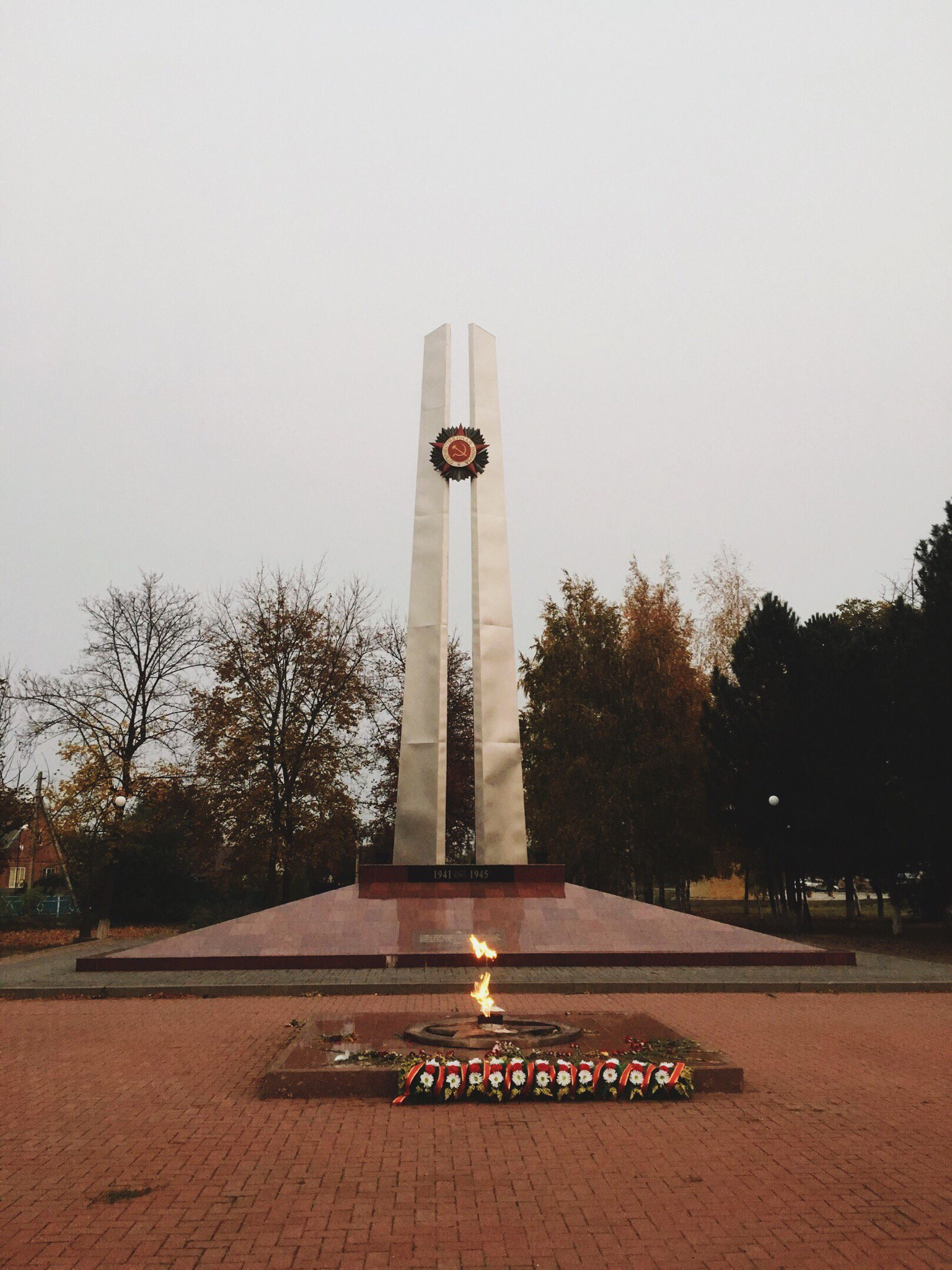
Мемориальная стела
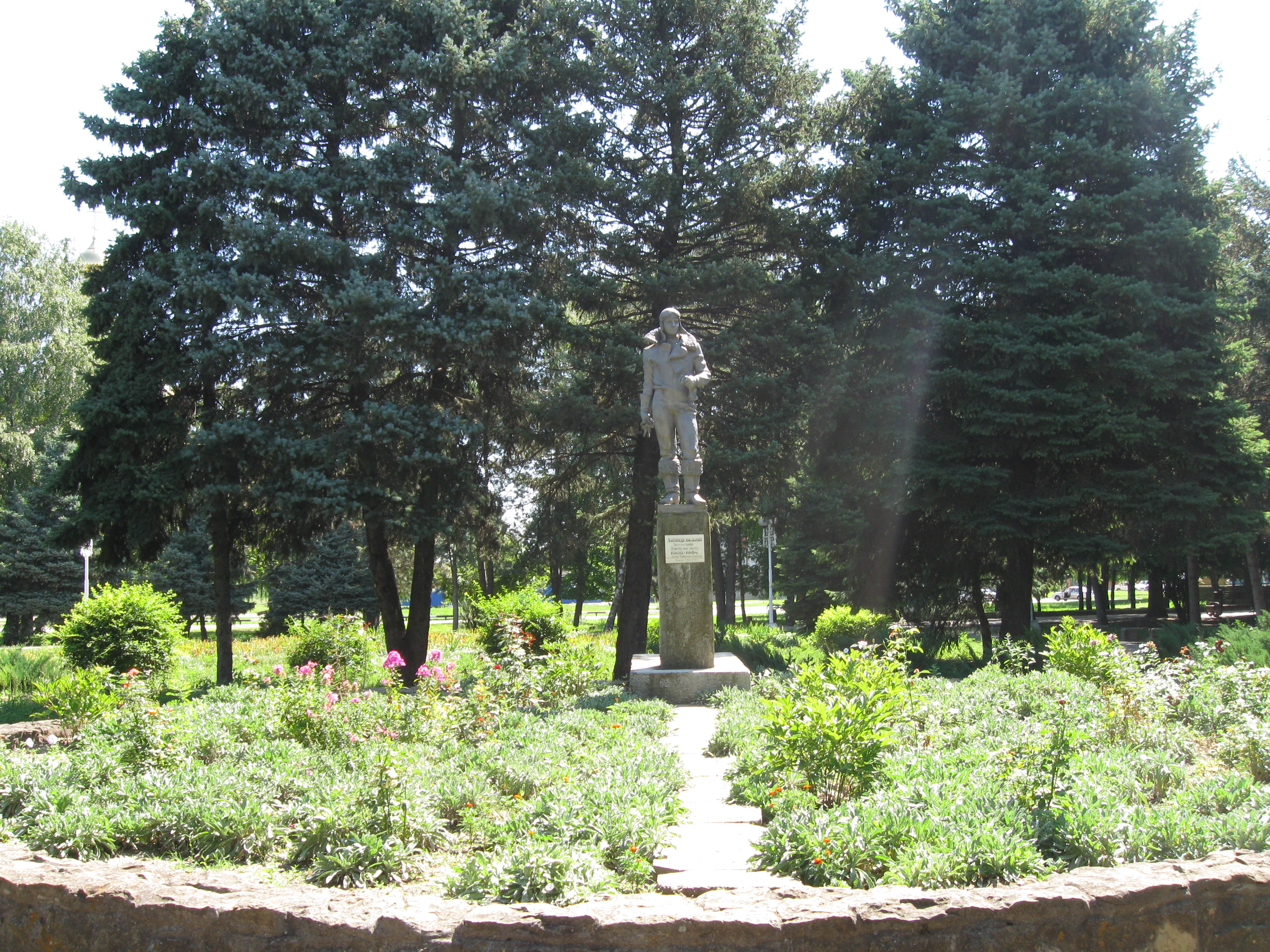
Статуя А. В. Ляпидевского, уроженца села, первого Героя Советского Союза.
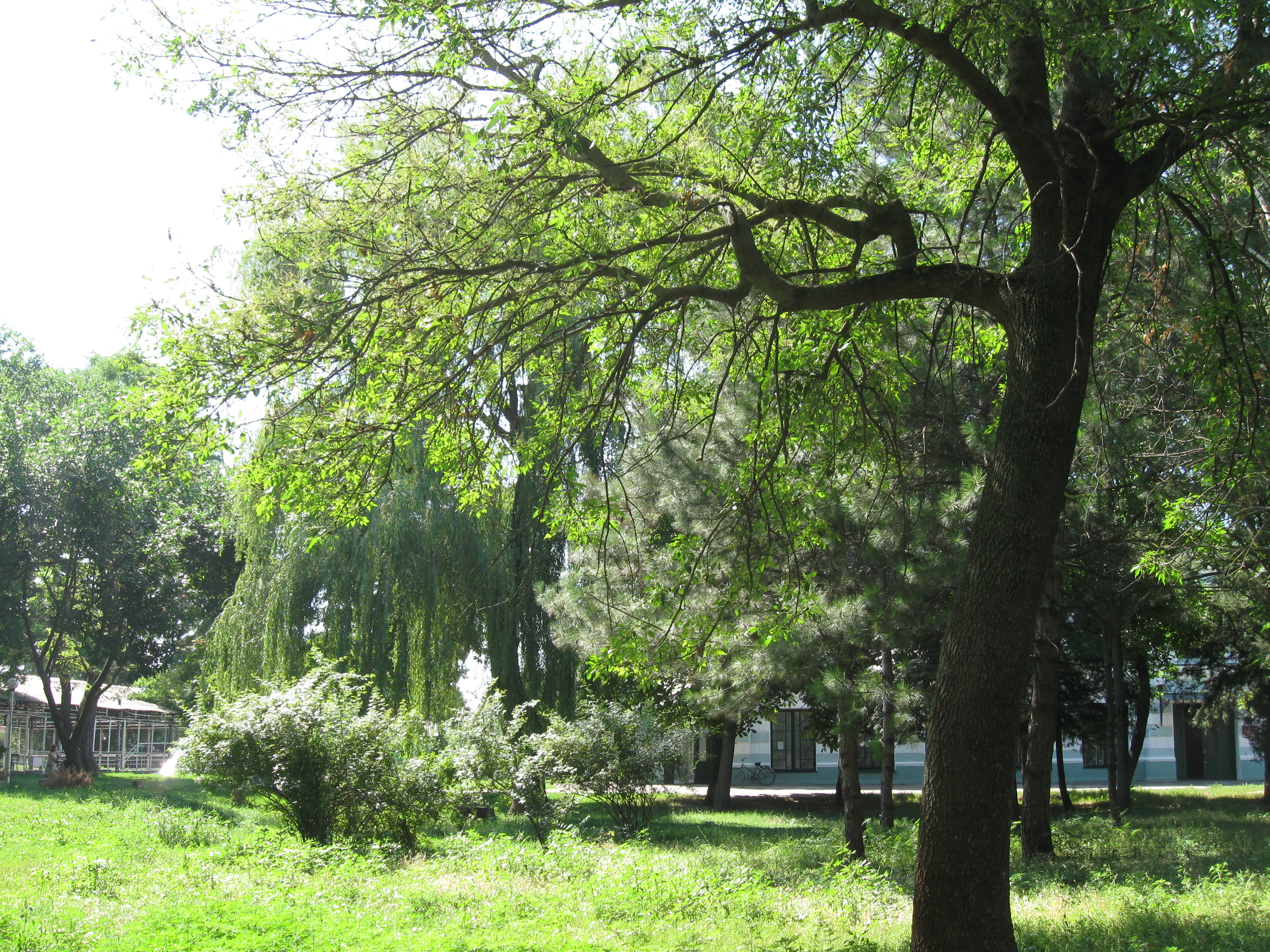
Парк культуры и отдыха
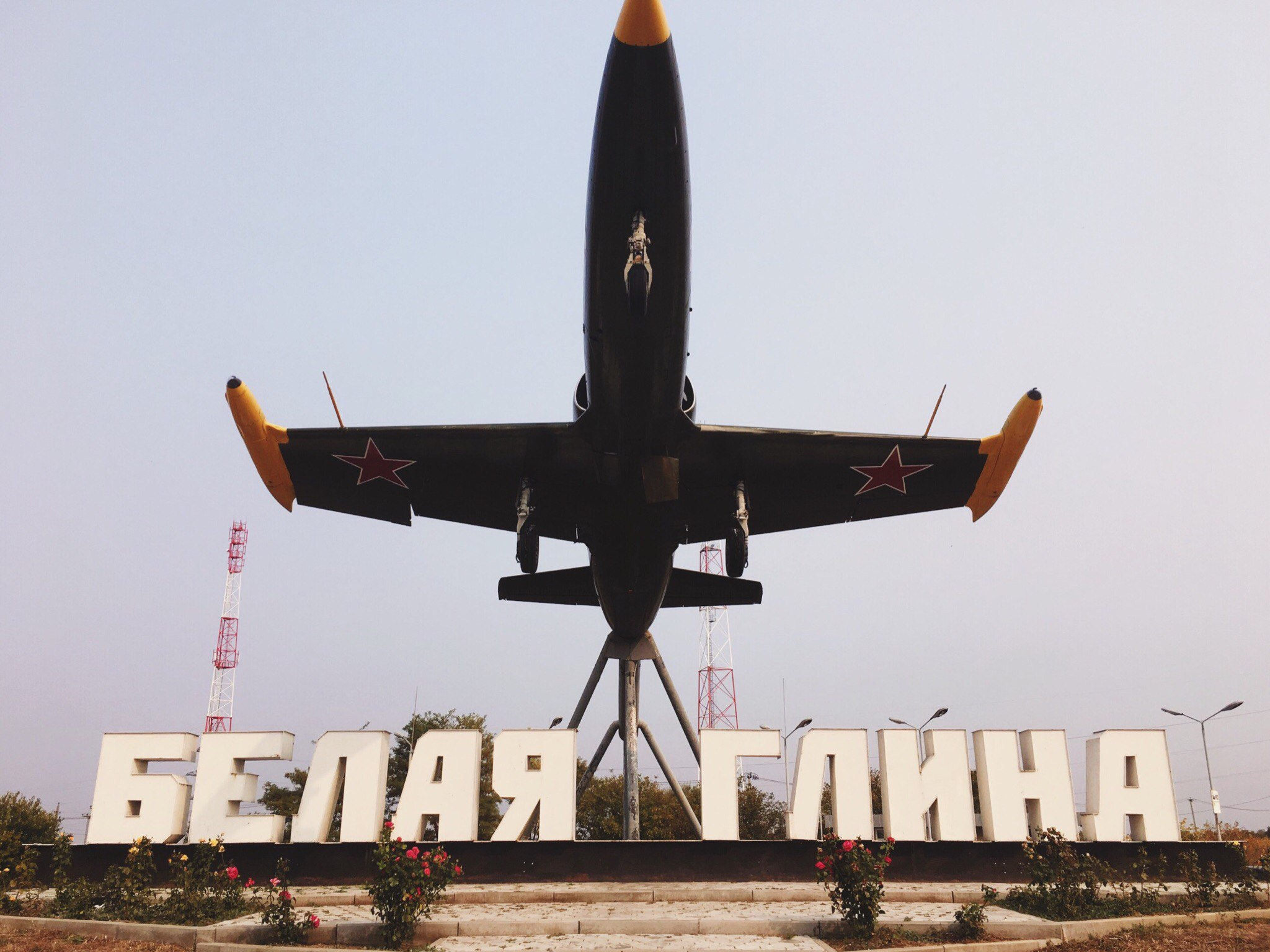
Самолёт на въезде в село
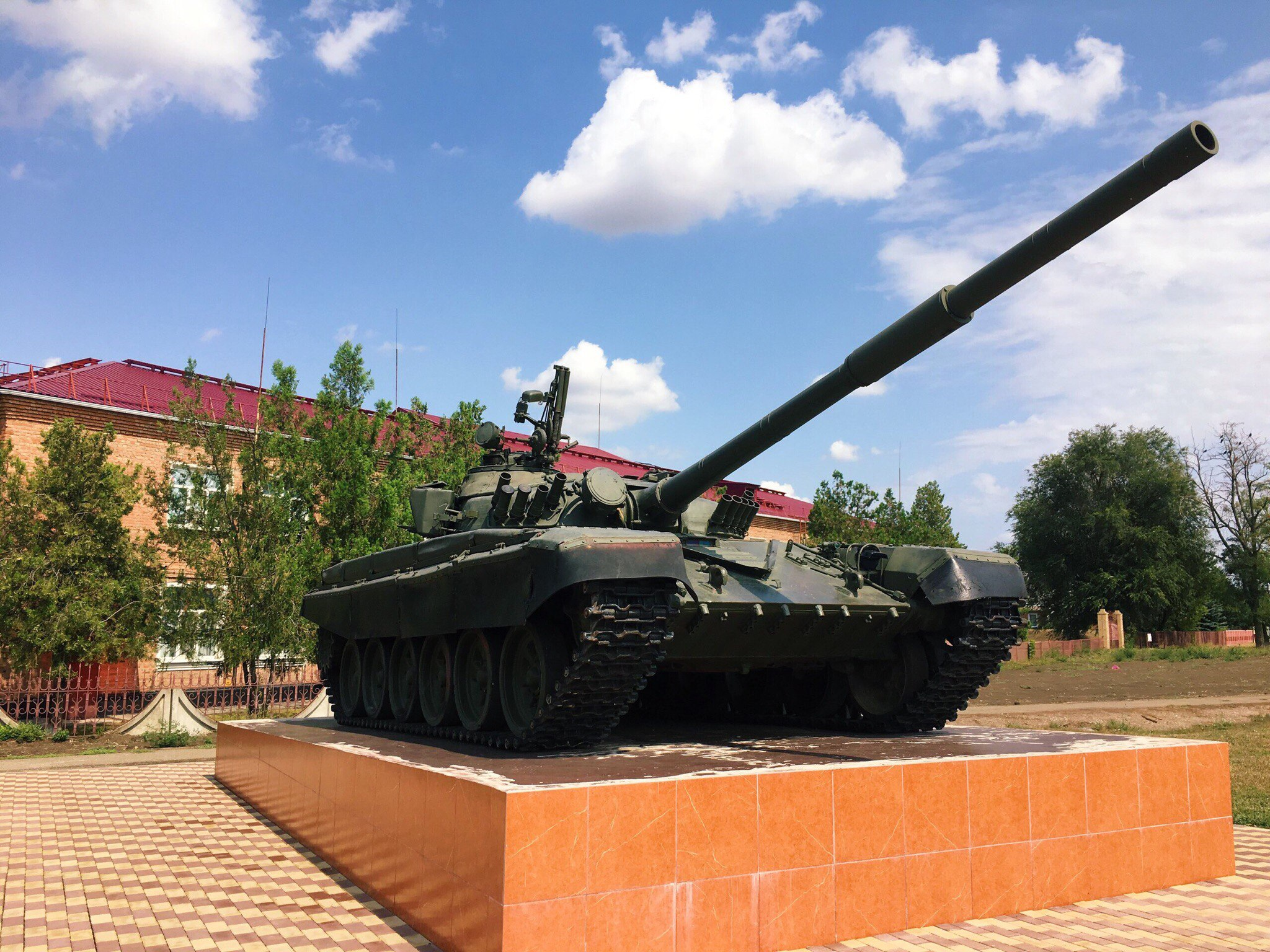
Танк на въезде в село